# Брюс Уэйн (Расширенная вселенная DC)
Брюс Уэ́йн (англ. Bruce Wayne), также известный под псевдонимом Бэ́тмен (англ. Batman) — персонаж Расширенной вселенной DC (DCEU), основанный на одноимённом персонаже DC Comics. Роль персонажа исполнил Бен Аффлек в супергеройском фильме Зака Снайдера «Бэтмен против Супермена: На заре справедливости» (2016), его продолжении «Лига справедливости» (а также в режиссёрской версии 2021 года), «Отряде самоубийц» (2016) в качестве камео и «Флэше» (2023). Фанаты прозвали эту итерацию персонажа «Бэ́тфлеком» (англ. Batfleck), портманто из «Бэтмена» и «Аффлека». Во вселенной фильмов Брюс уже был активен как Бэтмен в течение двадцати лет до появления Супермена и, несмотря на то, что изначально он был не в ладах с ним вплоть до степени паранойи и гнева, Бэтмен начинает ценить первого, основав Лигу справедливости в его честь после того, как Супермен пожертвовал собой, чтобы остановить Думсдэя. Лига справедливости под руководством Уэйна борется за то, чтобы помешать Степному Волку собрать три Материнских куба и уничтожить Землю вместе со своим хозяином Дарксайдом, в конечном итоге воскрешая Супермена, чтобы он помог в их коллективных усилиях.
DCEU подчёркивает пятый раз, когда Бэтмен был изображён в кино, но первый, когда он разделил серию фильмов с другими супергероями DC, такими как Супермен и Чудо-женщина. Хотя объявление о кастинге Аффлека для «Бэтмена против Супермена» первоначально было встречено негативной реакцией фанатов, его игра получила положительные отзывы, несмотря на в целом неблагоприятный приём фильма. Позже Аффлек был нанят как сценарист, режиссёр и исполнитель главной роли в своём собственном отдельном фильме о Бэтмене под названием «Бэтмен», прежде чем покинуть проект. Проект позже был реализован как очередной перезапуск от Мэтта Ривза, а Роберт Паттинсон сменил Аффлека в этой роли.

## Разработка и кастинг
«Бэтмен против Супермена: На заре справедливости» был вторым фильмом Аффлека в качестве супергероя из комиксов; он сыграл Сорвиголову в одноимённом фильме 2003 года и поначалу неохотно соглашался играть Бэтмена, ссылаясь на то, что «чувствовал, что [он] не вписывался в традиционные рамки. Но как только Зак [Снайдер] показал [ему] концепцию и то, что она будет отличаться от великих фильмов, снятых Кристофером Ноланом и Кристианом Бейлом, но всё же в соответствии с традицией, [он] был восхищён». Аффлек ранее заявлял в 2006 году, что «Сорвиголова» «привил его от возможности когда-либо играть другого супергероя». Снайдер взял Бэтмена постарше, чтобы создать многослойное противопоставление молодому Супермену; при этом «у него есть шрамы опытного борца с преступностью, но он сохраняет очарование, которое мир видит в миллиардере Брюсе Уэйне». Нолан участвовал в кастинге Аффлека, и он был первым актёром, к которому Снайдер обратился по поводу этой роли. Режиссёр также обсуждал эту роль с Джошем Бролином, даже предложив ему роль до того, как он взял Аффлека, хотя Бролин отказался от роли из-за творческих разногласий. Первоначально утверждалось, что Бейл хотел снова сыграть Бэтмена после фильма «Тёмный рыцарь: Возрождение легенды», хотя он заявил, что его Бэтмену не место ни в одном другом фильме, и Warner Bros. никогда обращались к нему по поводу того, чтобы он снова сыграл свою роль. В конечном счёте Бэйл решил не возвращаться к этой роли из уважения к творческому направлению Кристофера Нолана и из-за того факта, что трилогия «Тёмный рыцарь» предоставила полную арку для персонажа. Среди других актёров, которые рассматривались на эту роль, были Джеффри Дин Морган, которому позже досталась роль Томаса Уэйна в фильме, Джон Хэмм и Скотт Эдкинс.
После «Лиги справедливости» Аффлек отошёл от роли, и английский актёр Роберт Паттинсон был выбран на его место в «Бэтмене», обойдя других актёров, таких как Николас Холт, Аарон Тейлор-Джонсон и Арми Хаммер, который ранее получил роль персонажа в отменённом фильме Джорджа Миллера «Лига справедливости: Смерть». Аффлек бросил роль из-за усталости и множества событий в его личной жизни, хотя также утверждалось, что это было связано с уходом Снайдера из DCEU и последующими творческими разногласиями с другими режиссёрами и сценаристами. После возвращения Снайдера во франшизу с анонсом «Лиги справедливости Зака Снайдера», режиссёрской версии предыдущего фильма, появились слухи о возвращении Аффлека в DCEU ещё до подтверждения его возвращения во «Флэше», хотя Паттинсон продолжит сниматься в «Бэтмене», который был подтверждён как самостоятельный фильм и не является частью основной временной линии DCEU. Любой будущий проект, связанный с Бэтменом в DCEU, в котором Аффлек примет участие, скорее всего, послужит созданию мультивселенной в рамках франшизы.
С тех пор Аффлек намекал на то, что во «Флэше» он в последний раз появится в роли Бэтмена, и в фильме также фигурирует версия персонажа Майкла Китона из серии фильмов Тима Бёртона. Также ходили слухи, что версия персонажа Китона заменит версию Аффлека в DCEU после «Флэша», а Китон также вновь исполнит свою роль в «Бэтгёрл». После тяжёлого опыта съёмок «Лиги справедливости», Аффлек заявил, что пересъёмки для «Лиги справедливости Зака Снайдера» и съёмки его сцен для «Флэша» «положили действительно хороший конец моему опыту работы с этим персонажем». Джеймс Ганн взял дублёра на роль версии Бэтмена Аффлека в «Миротворце» во время сцены, где появляется Лига справедливости, хотя он заявил, что в Warner Bros. попросили его убрать Бэтмена и Киборга из эпизода из-за «предстоящих проектов DCEU».

### За кадром
Согласно сентябрьскому выпуску журнала «Empire» за 2015 год, в котором рекламировался «Бэтмен против Супермена», Бен Аффлек решил носить парик, чтобы соответствовать мысу вдовы Брюса Уэйна, как это обычно изображено в комиксах; продюсер Дебора Снайдер первоначально встретила это решение со скептицизмом. Аффлек также набрал вес до 231 фунта с 7,7 % жира для роли, прежде чем «вернуться обратно» к 225, чтобы изобразить Бэтмена как физически внушительную фигуру, поскольку его личный тренер Уолтер Нортон-мл. хотел, чтобы персонаж выглядел как «боец ММА в тяжёлом весе», который тренировался ежедневно в течение последних 20 лет. Для сравнения, Аффлек весил всего 198 фунтов для своей роли в «Городе воров».

## Характеризация
Версия Бэтмена в DCEU была отмечена как более задумчивая и измученная, чем предыдущие кинематографические итерации персонажа, а ScreenRant назвал эту итерацию «самой злой, которую мы когда-либо видели» в 2019 году. На неё повлиял комикс Фрэнка Миллера «Возвращение Тёмного рыцаря», в котором показан Бэтмен в возрасте 50 лет. Он заметно старше Кларка Кента, когда впервые встретил его в «Бэтмене против Супермена», и он был свидетелем не только убийств своих родителей в юном возрасте, но и убийства своего протеже Дика Грейсона, который служил Робином до его захвата и смерти от рук Джокера. Аффлек сказал, что этот Бэтмен «немного старше, он немного больше устал от мира. Он был в квартале один или два раза, так что он немного мудрее, но он определённо более циничен, немного мрачнее и пресыщеннее», добавив, что Бэтмен со временем стал «более подвержен насилию и криминальным элементам этого мира». Однако, как и предыдущие версии персонажей, в том числе версии Майкла Китона и Кристиана Бейла, Бэтмен Аффлека также стал генеральным директором «Wayne Enterprises» и взялся защищать Готэм-Сити от самых разных преступников, начиная от Флойда Лоутона, Убийцы Крока и Диггера Харкнесса, до Джокера и Харли Квинн. Бэтмен Аффлека имеет сходство с Бейлом в том, что оба упали в колодец и были окружены летучими мышами, из-за чего у него развилась фобия к этим существам, которую он позже включил в свой образ Бэтмена.
Брюс серьёзен, расчётлив и тактичен, и известен как целеустремлённый и решительный борец с преступностью. Он обладает интеллектом гениального уровня и отличной физической подготовкой. Он храбр, отважен и готов рисковать собственной жизнью ради других, что было продемонстрировано в «Лиге справедливости». Несмотря на то, что его описывают как заботливого и самоотверженного, он часто бывает безжалостным и жестоким в своей войне с преступностью, используя тактику запугивания в своей персоне и стиле ведения боя, и его внутренние демоны иногда подавляют его здравый смысл. В отличие от некоторых интерпретаций персонажа, таких как интерпретация Бейла, эта версия, как и Бэтмен Китона, готова убивать своих противников, как это видно в «Бэтмене против Супермена», когда он апатично уничтожает нескольких приспешников Лекса Лютора, расстреливает многочисленных солдат в апокалиптической реальности Кошмара и даже пытается убить Супермена. Однако, увидев самоотверженность и человечность Супермена, Бэтмен чувствует раскаяние в своих действиях и присоединяется к Супермену, вплоть до спасения Марты Кент от приспешников Лютора.
Характеризация Брюса в театральной версии «Лиги справедливости» заметно отличается от режиссёрской, поскольку версия Джосса Уидона внезапно сделала Бэтмена саркастичным, неуклюжим и нерешительным, в то время как версия Снайдера раскрывает, как жертва Супермена восстановила его веру в человечество и придала ему новообретённую решимость, доходящую до того, что он оставил позади изоляцию, которая определила его сущность, в пользу того, чтобы занять лидирующую роль среди «совершенно разных» членов Лиги справедливости. Снайдер отмечает, что в его первоначальном видении арки персонажа Бэтмен должен был начать период искупления, начиная с «Лиги справедливости», что привело бы к его жертве в будущих продолжениях.
В анализе печально известного высказывания Бэтменом реплики «Почему ты назвал это имя?!» после того, как Супермен произнёс имя «Марта» в фильме «Бэтмен против Супермена», художник комиксов Джей Олива отмечает, что сцена изображает Брюса Уэйна с эпизодом посттравматического стрессового расстройства, поскольку он страдает от воспоминаний о ночи, когда его родители были убиты, вызванные именем.

### Голос, оборудование и машины
Как и предыдущие версии Бэтмена, Бэтмен из DCEU использует другой голос, по сравнению с Брюсом Уэйном без маски, но вместо того, чтобы самостоятельно менять свой голос, он использует голосовой модулятор для его цифрового изменения. Аффлек отмечает, что у всемирно известного миллиардера, такого как Брюс Уэйн, скорее всего, узнали бы голос. Зак Снайдер также решил дать Бэтмену костюм на тканевой основе, за исключением его силового экзоскелета в «Бэтмене против Супермена», прокомментировав: «У меня была действительно чёткая идея о том, что я хотел сделать — я действительно хотел сделать что-то вроде тканевого Бэтмена, а не того, что стало более обычным, бронированным Бэтменом. Вот как мы это развили». Обладая светлым умом, Брюс продолжает подгонять свой костюм под определённые нужды, но даже будет искать вдохновения в другом месте, как например перчатки для рассеивания тепла, которые он и его дворецкий Альфред Пенниуорт создают в «Лиге справедливости Зака Снайдера», были косвенно вдохновлены металлическими браслетами Дианы Принс / Чудо-женщины.
По данным Warner Bros., Бэтмобиль из «Бэтмена против Супермена: На заре справедливости» объединил в себе вдохновение как от гладкого, обтекаемого дизайна классических бэтмобилей, включая Бэтмобиль 1989 года, так и от более позднего Тумблера из трилогии «Тёмный рыцарь» с высокой подвеской и военной конструкцией. Брюс также построил несколько других транспортных средств, способных переключаться на дистанционное управление Альфредом, в том числе истребитель, используемый в «Бэтмене против Супермена», и несколько других в обеих версиях «Лиги справедливости», а именно «Найткраулер», новый четвероногий танк, который был разработан его отцом во время Второй мировой войны. Он также использует переносной бронетранспортёр под названием «Летучая лиса», перевозящий новый бронированный бэтмобиль, на котором новая команда отправляется сражаться со Степным Волком в Россию.

### Темы
В «Бэтмене против Супермена» Ричард Броуди из «The New Yorker» замечает аллегорию на американскую политику; Супермен, по словам Броуди, представляет Республиканскую партию, в то время как Бэтмен представляет Демократическую партию. Броуди считает, что это мнение подтверждается тем фактом, что глаза Бэтмена светятся синим, когда он носит экзоскелет, а глаза Супермена светятся красным, когда он использует своё тепловое зрение. Броуди отмечает:
Классическое различие между правыми и левыми заключается в том, что правые представляют собой неограниченную силу естественной власти, в то время как левые представляют собой сдерживание естественной власти во имя идеи. Бэтмен воплощает в себе это сдерживание — и, поскольку он сам не в состоянии справиться с Суперменом, ему нужны союзники… Супермен может быть способен убить Бэтмена по своему желанию, но Бэтмену, чтобы эффективно бороться с Суперменом, нужна помощь. Он должен заключить союз, даже невольный, с другими силами, которые, в конечном счёте, оказываются силами зла, в распоряжении Лекса Лютора.
Однако Кофи Аутлоу из ComicBook.com интерпретировал аллегорию наоборот: что Бэтмен представляет «реакцию правых ястребов на 11 сентября… Америку, которая предпочитает безопасность гражданским свободам; менталитет эпохи Буша — активно пресекать угрозы, прежде чем они смогут угрожать близко к дому». Он также сравнивает событие «Чёрный ноль», описанное в «Человеке из стали», в котором генерал Зод нападает на Метрополис, убивая сотни людей, с 11 сентября. Между тем, Супермен, пишет Аутлоу, представляет «более левый, либеральный американский идеал», в то время как Лекс Лютор представляет «коварных оппортунистов, которые использовали (и продолжают использовать) беспорядки в мире после 11 сентября, раздираемом войной, для личной выгоды». Аутлоу предполагает, что сцена, в которой Бэтмен и Супермен находят общий язык благодаря своим матерям, параллельна представлению о том, что конфликтующие политические идеологии всё ещё имеют сходство.
Ричард Ньюби из «The Hollywood Reporter» добавляет, что сцена с Мартой — «это возможность Брюса воссоединиться со своей собственной человечностью и человечностью Супермена. Бэтмен прекращает борьбу не потому, что у их матерей одинаковое имя, а потому, что он признаёт в Супермене кого-то, у кого есть мать, и, следовательно, человека, несмотря на его инопланетное происхождение. Битва против Супермена — это, в конечном счёте, осознание Брюсом того, что он может стать лучше и снова воссоединиться с человечеством. Это не искупление или полное изменение, поскольку он действительно убивает наёмников на складе в следующей сцене, но это начало».
Кроме того, Бен Аффлек сказал, что ему понравилась «идея показать ответственность и последствия насилия и увидеть, что в этих зданиях есть настоящие люди», со сценой Брюса Уэйна в битве за Метрополис.
Поскольку Брюса видят собирающим одноимённую команду в «Лиге справедливости Зака Снайдера», Снайдер описывает арку Бэтмена как арку искупления и совершения правильных поступков, при этом Брюс также чувствует себя не в своей тарелке, будучи «просто парнем» среди других с божественными способностями. Тем не менее, Снайдер говорит, что его «работа по объединению [Лиги справедливости]» является «также одной из самых важных работ, потому что без Брюса не было бы Лиги справедливости».

## Биография персонажа

### Убийство родителей и последствия
Уэйн родился 19 февраля 1972 года в семье Марты и Томаса Уэйнов. В 1981 году, после просмотра «Экскалибура» в кино со своими родителями, грабитель держит его родителей на мушке, застрелив обоих после драки на глазах у Брюса.
Во время похорон Уэйн убегает, но падает в пустой колодец и подвергается нападению стаи летучих мышей. Позже это вдохновило его использовать этот страх для борьбы с преступным элементом, который лишил жизни его родителей. Годы спустя Уэйн становится генеральным директором компании своего отца «Wayne Enterprises», при этом становясь Бэтменом, защищающим Готэм-Сити от опасности.

### Ранние годы в качестве Бэтмена
В какой-то момент Уэйн завербовал Робина, который затем был убит Джокером и Харли Квинн, а позже Уэйн сохранил его изуродованный костюм в память о нём.
Бэтмен попадает в перепалку с Дэдшотом после того, как его предупредила Аманда Уоллер. В то время как он одерживает верх над Дэдшотом, последний достаёт свою винтовку и готовится убить Бэтмена, но его дочь Зои встаёт на пути и убеждает своего отца сдаться. 1 год спустя Бэтмен преследует Джокера и Квинн, в результате чего Квинн была схвачена и заключена в тюрьму.

### Против Супермена
В 2013 году Уэйн случайно оказывается в Метрополисе во время события «Чёрный ноль», которое приводит к разрушению нескольких небоскрёбов, в том числе Финансовой башни Уэйна, поскольку криптонцы швыряют друг друга по всему городу. Взбешённый очевидным отсутствием заботы Супермена о невинных прохожих, Уэйн посвящает свою жизнь уничтожению Супермена, считая его угрозой человечеству. В 2015 году на гала-концерте, организованном Лексом Лютором, Уэйн встречает Кларка Кента (тайная личность Супермена), молодого репортёра, который пытается подвергнуть сомнению позицию миллиардера в отношении Бэтмена, которого он считает жестоким преступником.
Уэйн насмешливо возражает, что Супермен опасен, но лицемеры защищают его, пытаясь отмахнуться от него, заметив таинственную Диану Принс. Когда он устанавливает устройство для кражи и расшифровки информации с серверов Лютора, Принс замечает это и крадёт устройство до того, как Уэйн сможет вернуться к нему, хотя она возвращает его ему на гала-концерте в музее после того, как он выслеживает её, поскольку она не может обойти шифрование военного уровня на устройстве. Уэйн возвращается домой и засыпает, расшифровывая диск. Проснувшись от кошмарного сна, он встречает Флэша, который говорит ему, что Лоис Лейн «является ключом» и что он должен «найти остальных», прежде чем исчезнуть. Просматривая файлы Лютора, он обнаруживает, что Лютор не только охотился за криптонитом, но и исследовал металюдей по всему миру, в число которых входит Принс, также известная как Чудо-женщина.
При попытке перехватить людей Лютора во время перевозки криптонита Бэтмена останавливает сам Супермен, который делает ему предупреждение, в то время как Бэтмен высказывает своё желание уничтожить его. Увидев взрыв в Капитолии во время публичного судебного процесса над Суперменом, транслируемого по телевидению, Брюс становится всё более убеждённым в необходимости уничтожить Человека из стали. Он успешно крадёт криптонит со второй попытки и неустанно готовится к битве с Суперменом. Лютор в конце концов шантажирует Супермена, заставляя его сразиться с Бэтменом, в конце концов натравливая их друг на друга в бою. Хотя Супермен осознал ситуацию и пытается отговорить Бэтмена от неё, последний готов сражаться, усмиряя Супермена двумя криптонитовыми дымовыми гранатами после длительной борьбы. Когда Бэтмен готовится нанести удар копьём, Супермен умоляет его «спасти Марту», заставляя Бэтмена остановиться в замешательстве. Когда Лейн вмешивается и объясняет, что Супермен имел в виду свою собственную мать, Бэтмен смягчается и отправляется спасать Марту Кент, убивая в процессе бандита Анатолия Князева, в то время как Супермен восстанавливает свои силы и противостоит Лютору. Лютор приводит в действие свой запасной план, высвобождая монстра, генетически сконструированного из ДНК как из тела Зода, так и из его собственного.
Услышав о хаосе, Чудо-женщина прибывает в своих доспехах с демонстрацией своих метачеловеческих способностей, объединяя силы с Бэтменом и Суперменом против существа. К сожалению, в то время как монстр смертельно ранен, разъярённый умирающий Думсдэй умудряется пронзить грудь Супермена своим огромным выступом руки, смертельно ранив и его. Бэтмен и Чудо-женщина быстро забирают безжизненное тело Супермена за несколько секунд до прибытия опустошённой Лейн. Бэтмен противостоит Лютору в тюрьме, предупреждая его, что он всегда будет наблюдать. Уэйн и Принс присутствуют на похоронах Кента, а Брюс позже передаёт Диане её фотографию 1918 года.

### Формирование Лиги справедливости

#### Театральная версия
В 2017 году Уэйн и Принс продолжают свои планы по поиску новых металюдей после смерти Супермена. Глобальная угроза возникла с появлением Нового Бога Степного Волка, который послал своих Парадемонов с Апоколипса, чтобы напасть на Готэм. Уэйну легко удаётся убедить Барри Аллена, также известного как «Флэш», присоединиться, но он сталкивается с трудностями при вербовке Артура Карри, также известного как «Аквамен», пока Степной Волк не нападает на дом Карри в Атлантиде.
Уэйн и Аллен присоединяются к Принс и Виктору Стоуну, также известным как «Киборг», поскольку они получают информацию от комиссара полиции Готэм-Сити Джеймса Гордона. Команда отправляется на подводный объект между Метрополисом и Готэм-Сити, чтобы спасти отца Стоуна Сайласа и других сотрудников S.T.A.R. Labs, которых Степной Волк и его силы похитили в попытке найти последний Материнский куб, одно из трёх устройств, призванных переделать мир. После того, как группа спасает сотрудников и захватывает Материнский куб, чтобы проанализировать его после драки, Уэйн решает использовать устройство, чтобы воскресить Супермена, услышав от Стоуна, что Сайлас использовал его, чтобы оживить его после ужасного несчастного случая. Диана и Карри сомневаются в этой идее, но Уэйн разрабатывает секретный план действий на случай, если Супермен вернётся таким же враждебным.
После эксгумации тела Кента команда успешно оживляет Супермена, используя Материнский куб и амниотическую жидкость на криптонском корабле-разведчике, который использовался для создания Думсдэя. Однако Супермен потерял память, и он нападает на группу после того, как Стоун случайно запускает в него снаряд. Супермен помнит агрессию Бэтмена по отношению к нему, поднимает Бэтмена с земли и чуть не убивает его, но Бэтмен приводит в действие свой план на случай непредвиденных обстоятельств: Лоис Лейн. Супермен успокаивается и уезжает с Лейн в свой семейный дом в Смолвиле, где он размышляет, и его воспоминания медленно возвращаются. В суматохе Материнский коб остаётся без охраны, что позволяет Степному Волку с легкостью её забрать.
Без Супермена пятеро героев отправляются в деревню в России, где Степной Волк стремится снова объединить Материнские кубы, чтобы переделать Землю. Бэтмен рискует собственной жизнью, чтобы отвлечь Степного Волка, в то время как другие члены команды разделяют Материнские кубы, хотя план оказывается неудачным. Супермен, восстановив свои воспоминания, прибывает и помогает Аллену в эвакуации города, а также Стоуну в разделении Материнских кубов. Команда побеждает Степного Волка, который, охваченный страхом, подвергается нападению своих собственных Парадемонов, прежде чем все они телепортируются прочь.
После битвы Уэйн и Принс соглашаются создать оперативную базу для команды, с местом для большего количества членов, и Брюс начинает восстанавливать разрушенное поместье Уэйнов для этой цели. Затем Уэйн примиряется с Кентом, выкупая банк, пытающийся выкупить ферму Марты Кент в Смолвилле, и предлагая Супермену мантию лидера новоиспечённой Лиги справедливости.

#### Режиссёрская версия
Уэйн не может заставить летать военный самолёт для перевозки команды, пока Стоун не обнаруживает и не исправляет программную ошибку в его прошивке. Во время финальной битвы в России Бэтмен использует своё оружие и транспортные средства, чтобы прорваться через радиоактивное укрепление, которое Степной Волк строит вокруг Материнских кубов, в одиночку уничтожает большую часть армии Парадемонов и присоединяется к остальной команде, пробиваясь к кубам. В то время как Стоун, Чудо-женщина, Аквамен и позже Супермен противостоят Степному Волку внутри градирни и атакуют Единство, Бэтмен уничтожает оставшихся Парадемонов на башне, убивая, в частности, одного из Парадемонов, который стрелял в Аллена, давая последнему время исцелиться и отменить Единство кубов, войдя в Спидфорс и, таким образом, косвенно играет важную роль в поражении Степного Волка.
Некоторое время спустя Уэйну снится ещё один сон. После пробуждения его встречает Марсианский Охотник, который благодарит его за создание Лиги справедливости и обещает быть на связи, чтобы подготовиться к неизбежному возвращению Дарксайда.

### Помощь Флэшу
Уэйн помогает Аллену реализовать свой потенциал супергероя и создать новый костюм. Аллен помогает Уэйну и Принс предотвратить ограбление банка, а позже выдвигает ему своё желание вернуться в прошлое и предотвратить смерть своей матери, а также предлагает спасти и его родителей. Брюс возражает против данной идеи. Барри всё же отправляется в прошлое, чтобы спасти свою мать, в результате чего мир кардинально меняется: Супермена, Аквамена и Чудо-женщины больше не существует, Виктор Стоун ещё не попал в аварию, а Брюсом Уэйном является постаревший, вышедший на пенсию человек. Позже Аллен отменяет свои действия, но вносит одно изменение в таймлайн, благодаря которому его отца удаётся оправдать, и внешность Уэйна снова меняется.

## Альтернативные версии

### Победа Степного Волка
В «Лиге справедливости Зака Снайдера» Уэйн вместе с остальными членами Лиги справедливости уничтожается взрывом, когда Материнские кубы объединяются, а Степной Волк успешно связывается с Дарксайдом и его армией. Смерть Уэйна стирается, когда Барри Аллен входит в Спидфорс и обращает время вспять к моменту перед взрывом.

### Реальность Кошмара
Уэйн переживает свой первый кошмарный сон в 2015 году; реальность изображает злого Супермена, возглавляющего режим, стремящийся захватить мир. Уэйн предан некоторыми из своих союзников-повстанцев и сражается в одиночку против солдат Супермена на войне, прежде чем быть схваченным и убитым криптонцем за то, что он забрал «её у [него]».
В 2017 году Уэйну, остановив Степного Волка, снится ещё один кошмар с миром, которым правит Дарксайд, объединив усилия со Стоуном, Алленом, Мерой, Детстроуком и Джокером, прежде чем противостоять Супермену с промытыми мозгами.

### Флэшпоинт
В реальности, которую создал Барри Аллен, предотвратив гибель своей матери, произошло пересечение таймлайнов с Землёй-89. На этой Земле Брюс Уэйн, которого играет Майкл Китон, постарел, вышел на пенсию и за годы своей борьбы с преступностью сделал Готэм одним из самых безопасных городов на планете.
Аллен и его молодая версия из этого таймлайна обращаются за помощью к местному Брюсу Уэйну и Каре Зор-Эл, чтобы остановить надвигающееся вторжение генерала Зода. В процессе сражения Брюс и Кара погибают. Флэши пытаются вернуться во времени, чтобы исправить ситуацию, но каждый раз терпят неудачу. Оригинальный Барри понимает, что единственный способ победить Зода и предотвратить гибель Уэйна и Кары — это восстановить исходный таймлайн. Вернувшись назад и смирившись со смертью матери, Флэш развязывает соединённые вселенные и тем самым предотвращает смерть Брюса.

## Другие появления

### Комиксы-приквелы «Бэтмена против Супермена: На заре справедливости»
Бэтмен появляется в некоторых комиксах, которые служат приквелом к «Бэтмену против Супермена: На заре справедливости», но следуют за событиями «Человека из стали». В комиксах он сражается и побеждает Светлячка и его приспешников, сталкивается с Суперменом, защищая учеников средней школы от преступников, вооружённых криптонским огнестрельным оружием, и выражает своему дворецкому Альфреду свою обеспокоенность тем, что Супермен обратится против человечества, в то время как Альфред предполагает, что Брюс может испытывать некоторую профессиональную ревность к Супермену.

### Реклама
Бен Аффлек появился в образе Брюса Уэйна в рекламной кампании Turkish Airlines, транслировавшейся во время Супербоула 50, в которой он рекламирует полёт в Готэм-Сити в качестве связки с фильмом «Бэтмен против Супермена: На заре справедливости». Во время игры также транслировалась вторая реклама, в которой был Джесси Айзенберг в образе Лекса Лютора, и он рекламировал полёт в Метрополис.

### Другие появление в кино и на телевидении
- Костюм и титульный бой в фильме «Бэтмен против Супермена: На заре справедливости» упоминаются как произошедшие с Бэтменом во вселенной фильма «Лего Фильм: Бэтмен» в 2016 году. В этом эпизоде также показан силовой костюм из фильма.
- Эта версия Бэтмена появляется в эпизодической роли в виде карандашных рисунков и игрушек в фильме Расширенной вселенной DC «Шазам!». Фредди Фримен купил его батаранг на eBay.
- Брюс Уэйн и Бэтмен упоминаются в фильме Расширенной вселенной DC «Хищные птицы». Харли Квинн упомянула о своём аресте Бэтменом (как показано в «Отряде самоубийц»), а также назвала своего питомца-гиену в честь «этого симпатичного парня Брюса Уэйна».
- Бэтмен упоминается в сериале Расширенной вселенной DC «Миротворец». Он также должен был появиться вместе с остальными участниками Лиги справедливости, однако, по словам сценариста Джеймса Ганна, Warner Bros. попросили убрать его. Его должен был сыграть актёр-каскадёр Мэтт Тёрнер[35].
- Версия Бэтмена из Расширенной вселенной DC появляется в эпизодической роли в фильме 2022 года «Чип и Дейл спешат на помощь», где его озвучивает Йорма Такконе. В фильме Бэтмен изображён как персонаж, играющий главную роль вместе с Инопланетянином в «Бэтмене против Инопланетянина» (пародия на «Бэтмена против Супермена») во вселенной фильма[1].

## Реакция
После выхода фильма «Бэтмен против Супермена: На заре справедливости» Аффлек получил значительную похвалу за свою игру, несмотря на общий неоднозначный приём самого фильма и первоначальную негативную реакцию на его кастинг. Коннер Швердтфегер из CinemaBlend конкретно отмечает, что изображение Аффлека соответствует комиксам, демонстрируя лучшие интеллектуальные и физические способности Бэтмена, балансируя между Брюсом Уэйном и Бэтменом и «выглядя соответствующим роли», в то время как Майкл Китон слишком много внимания уделял Бэтмену, а Кристиан Бейл — Брюсу Уэйну. Однако, Аффлек и Зак Снайдер оба подверглись критике за решение заставить Бэтмена убивать людей, что является отступлением от других интерпретаций персонажа.
Напротив, выступление Аффлека в театральном версии «Лиги справедливости» вызвало неоднозначные мнения критиков; Тодд Маккарти из «The Hollywood Reporter» написал, что Аффлек «выглядит так, как будто он предпочёл бы быть где угодно, только не здесь». Бен Шерлок из ScreenRant также заметил, что характеристика Бэтмена в последнем фильме не соответствовала тому, как он был изображён в фильме «Бэтмен против Супермена», что было связано с внезапной передачей режиссёрских обязанностей Снайдера Джоссу Уидону. Выступление Аффлека в режиссерской версии фильма было воспринято гораздо теплее; Том Йоргенсен из IGN пишет, что мотивация Бэтмена и развитие персонажа стали более полноценными. Он также добавляет: «Слышать, как Бэтмен говорит „f***“, — это круто». Рик Стивенсон из Screen Rant написал: «Идеален ли весь персонаж Бэтмена в „Лиге справедливости Зака Снайдера“? Нет, у него всё ещё есть несколько неуклюжих моментов, его противостояние с Джокером Джареда Лето во время Кошмара кажется вынужденным и неуместным, и его история не очень оригинальна. Но это работает, и в целом это работает хорошо. „Лига справедливости Зака Снайдера“ представляет собой лучшую версию Бэтмена Бена Аффлека, и это одна из многих причин, по которым новая версия превосходит оригинальный театральный фильм».
После того, как Аффлек первоначально отказался от роли и после объявления о выпуске «Версии Снайдера» на HBO Max, 24 июля 2020 года в соцсетях появилось трендинговое событие под названием #ThanksBatfleck, в котором фанаты выразили благодарность Аффлеку за его вклад в роль Бэтмена и сочувствие его причинам для ухода. Его кастинг во «Флэше», где он ещё раз исполнит свою роль, был хорошо принят. Однако вскоре после выхода «Лиги справедливости Зака Снайдера» по всем социальным сетям началась кампания #MakeTheBatfleckMovie, целью которой было то, чтобы Бен Аффлек вернулся бы к своей роли в отдельном фильме про Бэтмена.

## Комментарии
1. ↑  Грейсон считался мёртвым, основываясь на запланированной Снайдером предыстории Бэтмена; однако это напрямую не указано ни в одном фильме DCEU. В то время как Warner Bros. Pictures заявила в их студийном туре, что мёртвым Робином, упомянутым в фильме «Бэтмен против Супермена: На заре справедливости», был Джейсон Тодд, а не Грейсон, Снайдер позже подтвердил во время продвижения фильма «Лига справедливости Зака Снайдера», что погибшим Робином был Грейсон.
2. ↑  Как показано в фильме 2016 года «Отряд самоубийц».
3. ↑  Как показано в фильме 2013 года «Человек из стали»
4. ↑  Как показано в фильме 2017 года «Чудо-женщина».